# The Red Hot Chili Peppers (Album)
The Red Hot Chili Peppers ist das 1984 entstandene erste Album der gleichnamigen US-amerikanischen Rockband.

## Entstehung
Da die Bandmitglieder Hillel Slovak (Gitarre) und Jack Irons (Schlagzeug) beschlossen hatten, vorerst bei ihrer Band What Is This zu bleiben, wurden sie durch Cliff Martinez sowie Jack Sherman ersetzt.
Produzent des Albums war der Brite Andy Gill. Die Band hatte ihn gewählt, weil der Sound seiner eigenen Band Gang of Four – eine Mischung aus Funk und Punk – den Red Hot Chili Peppers als Inspiration diente und man daher erwartete, dass er ihr Klangbild angemessen einfangen würde. In seiner Autobiographie schreibt Kiedis, dass er mit dem Ergebnis teilweise unzufrieden war.

## Sonstiges
2003 wurde das Album als Remastered Version neu aufgelegt. Auf dieser Version sind als Bonus-Tracks die ursprünglichen Demos mit enthalten. Dabei handelt es sich um die 1983 entstandenen allerersten Aufnahmen der Red Hot Chili Peppers. 

## Titelliste
1. True Men Don't Kill Coyotes (Kiedis, Sherman, Flea, Martinez) – 3:40
2. Baby Appeal (Kiedis, Slovak, Sherman, Flea, Martinez) – 3:40
3. Buckle Down (Kiedis, Sherman, Flea, Martinez) – 3:24
4. Get Up and Jump (Kiedis, Slovak, Flea, Irons) – 2:53
5. Why Don't You Love Me (Williams) – 3:25
6. Green Heaven (Kiedis, Slovak, Flea, Irons) – 3:59
7. Mommy Where's Daddy (Kiedis, Sherman, Flea, Martinez) – 3:31
8. Out in L.A. (Kiedis, Slovak, Flea, Irons) – 2:00
9. Police Helicopter (Kiedis, Slovak, Flea, Irons) – 1:16
10. You Always Sing the Same (Kiedis, Flea) – 0:19
11. Grand Pappy Du Plenty (Kiedis, Sherman, Flea, Martinez, Andy Gill) – 4:14

2003 Remastered Version Bonus Tracks
1. Get Up and Jump (Demo) – 2:37
2. Police Helicopter (Demo) – 1:12
3. Out in L.A. (Demo) – 1:56
4. Green Heaven (Demo) – 3:50
5. What It Is (Demo) – 3:57